# مؤسسة باران
مؤسسة الحرية والنمو والتنمية في إيران ، مؤسسة باران ( مؤسسة المطر ) هي منظمة إيرانية غير حكومية غير ربحية يرأسها محمد خاتمي .  جميع أعضاء المؤسسة تقريبًا من الإصلاحيين . 

## أنظر أيضاً
- مؤسسة أميد الإيرانية